# سرباتس د لا کوئسا
سرباتس د لا کوئسا (به اسپانیایی: Cervatos de la Cueza) یک شهرستان در اسپانیا است که در استان پالنسیا واقع شده‌است.

## خصوصیات
سرباتس د لا کوئسا ۷۱ کیلومترمربع مساحت و ۳۴۰ نفر جمعیت دارد.